# Ester Nennes

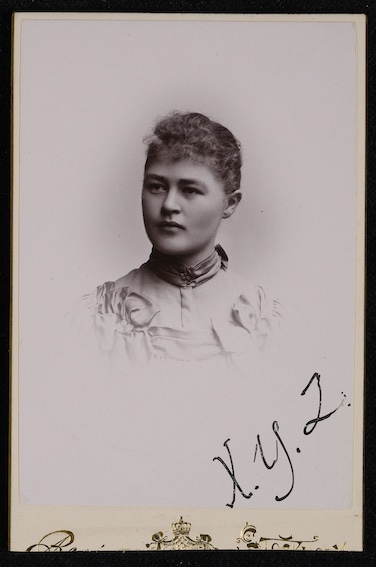
Ester Nennes, fotograferad 1895

Ester Nennes, född 26 juni 1871 i Västervik, död 12 december 1953 i Lund, var en svensk lärare och författare.

## Biografi
Ester Nennes var dotter till kontraktsprosten fil dr Magnus Nennes och hans hustru Caroline, född Sellman.
Hon utexaminerades 1 juni 1895 från Högre lärarinneseminariet i Stockholm. Samma år utnämndes hon till ordinarie ämneslärarinna vid Elementarläroverket för flickor i Landskrona, där hon efterträdde Selma Lagerlöf på lärarinnestolen. Hon undervisade i kristendom, kyrkohistoria, modersmålet, historia och geografi. Från hösten 1901 var hon också rektor vid skolan, men av hälsoskäl lämnade hon skolan efter vårterminen 1911.

## Författarskap
Efter tiden i läroverket ägnade Ester Nennes sig åt skönlitterärt författarskap. Debutboken Det nya ansiktet utkom 1912 efter att ha belönats med Idunpriset 1911, vilket hon fick dela med Ernst Lundqvist. Efter debutromanen följde romanerna Vingar (1916), Gryning (1919) och Merit Martenius (1925). Hennes böcker bärs upp av etiska och religiösa motiv, vilket också har tagit sig uttryck i hennes verksamhet som föredragshållare. Under nära 30 års tid, särskilt under åren 1920–1940, var hon en flitigt anlitad föreläsare i litterära och politiska ämnen. Hennes politiska föredrag har framförallt berört undervisningsväsendet och försvarsfrågan. De litterära ämnena behandlade bland annat Viktor Rydberg, Ola Hansson, Selma Lagerlöf, Erik Axel Karlfeldt samt Henrik Ibsen, Knut Hamsun och Sigrid Undset.

## Engagemang
Nennes engagerade sig också i föreningsverksamhet. Under sin tid i Landskrona var hon aktiv i Landskrona F K P R (Föreningen för Kvinnans Politiska Rösträtt). Hon var under Landskronatiden även ordförande i därvarande krets av Fredrika Bremer-förbundet. I Ängelholm, där Ester Nennes var bosatt en längre tid, startade hon Ängelholms lokalavdelning av föreningen Offervilja och var dess ordförande 1919–1927. Likaså tillhörde hon under Ängelholmstiden Kristianstads Läns Moderata Kvinnoråd. Inte heller offentliga uppdrag var Ester Nennes främmande. I Ängelholm var hon under åren 1922–1925 ledamot av stadens fattigvårdstyrelse. Och sedan hon flyttat till Lund, var hon bland annat under åren 1928–1936 medlem av kyrkofullmäktige.